# Virinoj
Virinoj è un film-documentario del 2012 scritto e diretto da Rodolfo Martinelli e Isabel Russinova .
Il documentario ha ricevuto il Premio Agamar al Maratea Film Festival del 2012.

## Trama
Virinoj, che nella lingua esperanto significa “donne”, è un film-documentario che ha come protagoniste monografie di donne provenienti da diverse parti del mondo che con la loro personalità, la loro forza, le loro scelte hanno segnato e vissuto il loro e nostro tempo in maniera singolare e che ora hanno deciso di vivere in Italia e hanno scelto Roma come città ideale. Il piacere di parlare di una vita speciale, scavare tra i ricordi, le immagini, il tempo appunto, questa è la traccia delle monografie, cercare di scoprire il perché di alcune scelte, muoversi tra le pieghe della personalità, ripercorrere fatti, momenti di storia, momenti del nostro passato dove loro sono state tra i protagonisti..

## Premi
- 2012 – Maratea Film Festival
  - Premio Agamar